# Uniondale, Indiana
Uniondale är en stad i Wells County i delstaten Indiana i USA. 2010 uppgick invånarna till 310 i antalet. Orten ligger i Union och Rockcreek Township.

### Fotnoter
1. ↑  United States Census Bureau, 2016 U.S. Gazetteer Files, United States Census Bureau, 2016.[källa från Wikidata]
2. ↑  United States Census Bureau, 2010 U.S. Gazetteer Files, United States Census Bureau, 2010, läst: 9 juli 2020.[källa från Wikidata]
3. ↑  United States Census Bureau (red.), USA:s folkräkning 2020, läs online, läst: 1 januari 2022.[källa från Wikidata]
4. ↑  ”American FactFinder”. United States Census Bureau. Arkiverad från originalet den 10 december 2014. https://web.archive.org/web/20141210041242/http://factfinder2.census.gov/faces/nav/jsf/pages/community_facts.xhtml. Läst 11 december 2012.